# Matilde Arnay de la Rosa
Matilde Arnay de la Rosa (Santa Cruz de Tenerife, 1953) es una arqueóloga y profesora española, titular de Prehistoria en la Universidad de La Laguna desde 1987. Su investigación se ha centrado en la Arqueología en el parque nacional de Las Cañadas del Teide, así como en el estudio de los restos óseos de las comunidades aborígenes de Canarias.

## Biografía
En 1982 obtuvo el título de doctora en la Universidad de La Laguna con la tesis Arqueología en la Alta Montaña de Tenerife, enfocada desde el estudio cerámico y dirigida por Mauro S. Hernández Pérez. Su trayectoria se ha centrado en el estudio de las comunidades aborígenes prehispánicas de las Islas Canarias.
Sus ámbitos de actividad investigadora se han centrado en tres ámbitos distintos. Tras estudiar Antropología Física en el Instituto Antropológico Alemán de Hamburgo (1978), se dedicó a la caracterización física de las sociedades aborígenes y coloniales del Archipiélago canario, utilizando para ello los restos óseos de contextos arqueológicos. Desde 2002 coordina un grupo de investigación de la Universidad de La Laguna denominado "Bioantropología: paleopatología, dieta y nutrición en poblaciones antiguas", desde el que se han publicado trabajos relacionados con la Osteoarqueología, la Arqueología Funeraria, la Antropología Dental, la Biomecánica, la Paleogenómica y los isótopos estables.
En segundo lugar, continuando con la línea de su tesis doctoral, prosiguió con las investigaciones de Arqueología del Territorio en la alta montaña de Tenerife. Desde 1982, la arqueóloga ha coordinado los inventarios arqueológicos realizados en el parque nacional del Teide. Entre 2007 y 2021 han llevado a cabo varios proyectos de investigación para estudiar los modos de ocupación, producción y comunicación de los guanches que habitaron Las Cañadas del Teide. En este marco, también se han llevado a cabo intervenciones en los yacimientos prehispánicos de Chasogo, Cruz de Tea, Cañada de la Grieta, El Portillo o Los Corrales, todos ubicados en los límites del parque nacional.
En tercer lugar, también se ha dedicado al estudio de la Arqueología Histórica de Tenerife, dirigiendo entre 1993 y 1995 la excavación arqueológica realizada en la Iglesia de La Concepción de Santa Cruz de Tenerife (siglo XVIII).